# Lord Howe Rise

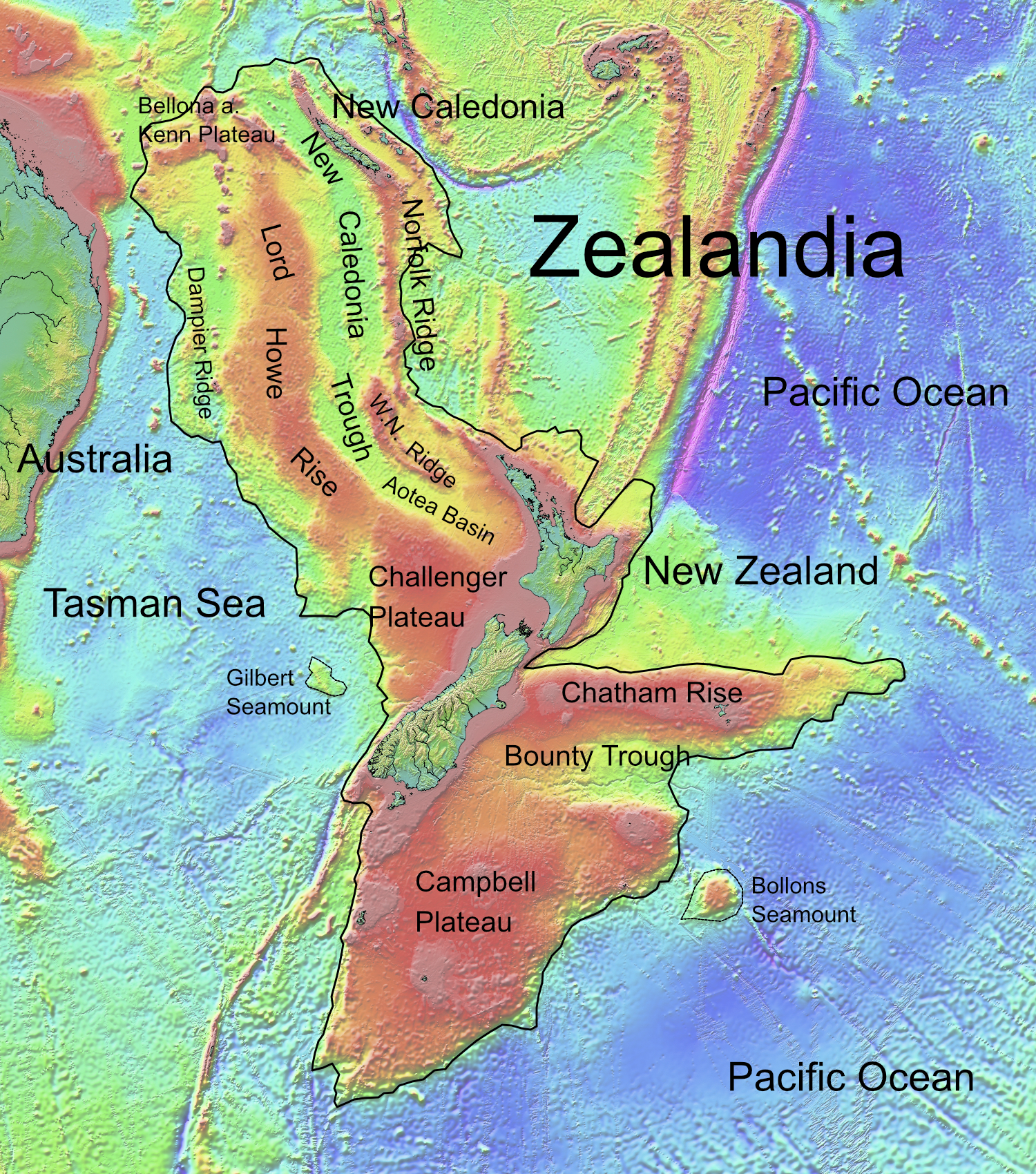
Mappa topografica della Zealandia con la localizzazione del Plateau Challenger.

Il Lord Howe Rise è un vasto plateau oceanico sottomarino situato nella parte sudoccidentale dell'Oceano Pacifico.
La denominazione del plateau deriva dall'Isola di Lord Howe che appartiene alla stessa dorsale montuosa.

## Caratteristiche
Il Lord Howe Rise si estende da sudest della Nuova Caledonia fino al Plateau Challenger, a ovest della Nuova Zelanda. A ovest del plateau si trova il bacino della Tasmania, mentre a est si trova il bacino della Nuova Caledonia. Il Lord Howe Rise copre un'area totale di circa 1.500.000 km2 e si trova a una profondità compresa tra 750 e 1200 m al di sotto del livello del mare.
Il plateau fa parte della Zealandia, un vasto continente ora quasi totalmente sommerso e costituito di crosta continentale.

## Formazione
Il Lord Howe Rise si è formato in seguito all'espansione del fondale oceanico che ha dato luogo anche alla creazione del Mare di Tasman. Fu separato dall'Australia orientale da una dorsale oceanica attiva tra 80 e 60 milioni di anni fa; attualmente si trova a circa 800 km al largo del continente australiano.
Il Lord Howe Rise contiene una linea di montagne sottomarine chiamata catena sottomarina di Lord Howe che si è formata durante il Miocene quando la Zealandia si trovava al di sopra del punto caldo di Lord Howe. Il Lord Howe fu l'ultimo vulcano attivo sul plateau.